# Перлини, Брендан
Брендан Перлини (англ. Brendan Perlini; род. 27 апреля 1996, Гилфорд, Юго-Восточная Англия) — английский и канадский хоккеист, нападающий «Лозанны».

## Биография
На юношеском уровне выступал за команды «Су-Сент-Мари Грейхаундз» и «Белле Тайр». В 2012 году перешёл в «Барри Кольтс», где стал выступать в Хоккейной лиге Онтарио, а в 2013 году стал игроком «Ниагара АйсДогз». В сезоне 2013/14 он был отмечен за свою выдающуюся игру и был выбрал для участия в матче лучших перспективных игроков CHL 2014 года. На драфте НХЛ 2014 года Перлини был выбран в первом раунде командой «Аризона Койотис» под 12-м номером. 19 июля 2014 года он подписал трёхлетний контракт новичка в НХЛ с «Койотис».
Перлини начал сезон 2016/17 в составе «Тусон Роудраннерс», фарм-клуба «Койотис» в АХЛ. После 16 игр за «Роудраннерс» его отозвали в «Койотис». В то время Перлини был лидером АХЛ по количеству заброшенных шайб (11) и был признан новичком месяца в АХЛ в ноябре. Он дебютировал в НХЛ 5 декабря 2016 года в матче против «Коламбус Блю Джекетс». Свою первую шайбу в НХЛ забросил 10 декабря 2016 года в ворота Пекки Ринне из «Нэшвилл Предаторз».
25 ноября 2018 года был обменян в «Чикаго Блэкхокс» на Ника Шмальца. 6 сентября 2019 года «Блэкхокс» продлили контракт с Перлини на один год на сумму 874 125 долларов. Появившись всего в одной из десяти стартовых игр сезона 2019/20, Перлини попросил обменять его. 28 октября 2019 года он был обменян в «Детройт Ред Уингз». 23 января 2021 года Перлини присоединился к клубу «Амбри-Пиотта» из Швейцарской национальной лиги. В качестве свободного агента в следующее межсезонье Перлини вернулся в Северную Америку, подписав однолетний двусторонний контракт с «Эдмонтон Ойлерз» 7 августа 2021 года.
В сезоне 2022/23 выступал за «Чикаго Вулвз» в АХЛ. 29 августа 2023 года он подписал контракт на посещение тренировочного лагеря «Каролина Харрикейнз» в рамках подготовки к сезону 2023/24. После прохождения тренировочного лагеря с «Харрикейнз», Перлини вернулся в АХЛ, подписав 17 октября 2023 года контракт с фарм-клубом «Флориды Пантерз» — «Шарлотт Чекерс». 10 декабря 2024 года подписал контракт до конца сезона 2024/25 с московским «Спартаком», выступающим в КХЛ. Однако уже 19 января 2025 года «Спартак» и Перлини договорились о расторжении контракта по инициативе игрока. Нападающий провёл за клуб четыре матча, набрав одно (0+1) очко при показателе полезности «−2». 13 февраля 2025 года стал игроком «Лозанны», подписав контракт до конца сезона 2024/25.